# Antonino Votto
Antonino Votto (Piacenza, 30 ottobre 1896 – Milano, 9 settembre 1985) è stato un direttore d'orchestra e pianista italiano.

## Biografia
Si diploma in pianoforte al Conservatorio San Pietro a Majella di Napoli sotto la guida di Alessandro Longo. Inizia a calcare le scene come virtuoso pianista prima di affermarsi, fin dagli anni venti nella direzione d'orchestra. Braccio destro di Arturo Toscanini, entra alla Scala di Milano già nel 1923, dirigendo poi opere nei maggiori teatri, dal Teatro Colón di Buenos Aires al Teatro Massimo di Palermo, da Tokyo a Londra, da Berlino ad Amsterdam. Per sette volte ha aperto la stagione lirica della Scala.
Dal 1941 acquisisce la cattedra di direzione orchestrale al Conservatorio Giuseppe Verdi di Milano dove nell'arco di un trentennio di insegnamento è il maestro di altri importanti interpreti della musica contemporanea, quali Riccardo Muti, Claudio Abbado, Maurizio Pollini, Guido Cantelli, Giorgio Gaslini.
Deve interrompere l'attività di direttore nel 1973: Carlo Bergonzi ricorda quell'episodio come triste e commovente. Doveva aprire la stagione al Regio di Torino con Andrea Chenier. Durante le prove con l'orchestra e i cantanti, a un certo punto appoggia la bacchetta al leggio e interrompe la prova: "Non vedo l'orchestra e il palcoscenico, non posso continuare". Una maculopatia all'occhio destro gli porta via gran parte della vista. L'altro occhio era già stato offeso anni prima. 
Prediletto dai più celebri interpreti della lirica internazionale, Votto raccolse, insieme a De Sabata, Serafin e pochi altri, l'eredità di Toscanini, dopo che, nella prima metà degli anni trenta, lasciò l'Italia per emigrare negli Stati Uniti. Come Toscanini ha sempre diretto a memoria, senza bisogno di partitura. Ebbe tra le sue allieve il soprano Claudia Pinza Bozzolla.
Riposa al Cimitero Maggiore di Milano.

## Discografia
- Bellini: La sonnambula - Maria Callas/Coro e Orchestra del Teatro alla Scala/Walter Legge/Antonino Votto, EMI
- Donizetti: Poliuto - Maria Callas/Coro e Orchestra del Teatro alla Scala/Ettore Bastianini/Franco Corelli/Antonino Votto/Nicola Zaccaria, EMI/Warner
- Ponchielli: La Gioconda - Maria Callas/Gianni Poggi/Paolo Silveri/Fedora Barbieri/Giulio Neri/Coro e Orchestra Sinfonica Torino Radiotelevisione italiana/Antonino Votto, 1952 Cetra
- Ponchielli: La Gioconda - Maria Callas/Piero Cappuccilli/Fiorenza Cossotto/Pier Miranda Ferraro/Ivo Vinco/Orchestra del Teatro alla Scala/Antonino Votto, 1959 BNF Collection/EMI/Warner
- Puccini: La bohème (1956) - Maria Callas/Antonino Votto/Orchestra of La Scala/Giuseppe Di Stefano/Rolando Panerai/Anna Moffo, Classical Moments
- Puccini: La fanciulla del West - Antonino Votto/Franco Corelli/Gigliola Frazzoni/Tito Gobbi, Opera d'Oro
- Verdi: La traviata - Antonino Votto/Renata Scotto/Gianni Raimondi/Ettore Bastianini/Coro e Orchestra del Teatro alla Scala, 1962 Deutsche Grammophon
- Verdi: Un ballo in maschera - Antonino Votto/Maria Callas/Giuseppe Di Stefano/Tito Gobbi/Fedora Barbieri/Eugenia Ratti/Coro e Orchestra del Teatro alla Scala, 1956 EMI